# Schéma régional de transport
En France, des Schémas Régionaux de Transport (SRT) ont été instaurés par décision d'un conseil interministériel restreint sur l'énergie, en date du 6 mars 1974.
Le SRT a évolué pour devenir SRIT ; Schéma Régional des Infrastructures et des Transports, d'après la disposition de l'article 34 de la Loi n° 83-8 du 7 janvier 1983.
Il doit être élaboré par la Région « en association avec l’État, dans le respect des compétences des départements et en concertation avec les communes et leurs groupements », pour définir la stratégie de chaque Région en matière de transports à moyen et long terme.
Son objectif prioritaire est de « rendre plus efficace l'utilisation des réseaux et des équipements existants et de favoriser la complémentarité entre les modes de transport ainsi que la coopération entre les opérateurs, en prévoyant la réalisation d'infrastructures nouvelles lorsqu'elles sont nécessaires. Il détermine, selon une approche intégrant les différents modes de transport et leur combinaison, les objectifs des services de transport offerts aux usagers, les modalités de leur mise en œuvre ainsi que les critères de sélection des actions qu'il préconise ».
C'est un instrument de coordination et de cohérence en matière de déplacements des personnes et des biens afin de répondre au mieux aux besoins.
Il prend en compte et contribue aux objectifs définis au sein du Schéma Régional d'Aménagement et de Développement du Territoire et du Schéma régional de développement économique.
Tous ces documents ont une valeur prospective et s'appuient sur la dynamique des acteurs publics et privés contribuant au développement de la région qu'ils accompagnent.

## Rôle et positionnement
- le SRIT constitue le volet "Infrastructures et transports" du schéma régional d'aménagement et de développement du territoire SRADDT (nouvel article 14-1 de la loi d’orientation des transports intérieurs (L.O.T.I.)) prévu à l'article 34 de la loi no 83-8 du 7 janvier 1983 relative à la répartition de compétences entre les communes, les départements, les régions et l'État.
- assure la cohérence régionale et interrégionale des itinéraires à grande circulation et de leurs fonctionnalités dans une approche multimodale,
- définit les priorités d’actions à moyen terme et à long terme sur son territoire pour ce qui concerne les infrastructures,
- doit comprendre un volet « transport de voyageurs » et un volet « transports de marchandises ».

Le SRIT doit avant tout constituer une déclinaison fine et opérationnelle des objectifs et actions retenus dans les documents SRADDT (et Agenda 21 s'il existe).
Les réflexions menées en parallèle SRADDT/SRIT/SRTC doivent être l’occasion de proposer des alternatives et de susciter les orientations politiques.

## Histoire de leur mise en place
Les SRT ont été institutionnalisés par la LOTI, le Schéma Régional des Transports a été modifié par la LOADDT puis repris par la loi du 13 août 2004 relative aux libertés et responsabilités locales (acte II de la décentralisation) et par l’ordonnance de 2005.
Six régions pilotes ont été les Pays de la Loire, Poitou-Charentes, le Centre, la Lorraine, l'Alsace et le Limousin, puis le principe a été progressivement étendu aux autres régions jusqu'en 1977.
Le 7 mai 1974, le ministère chargé des Transports, Olivier Guichard, met en place un groupe interministériel de travail appelé « Groupe central de coordination pour l'étude et la mise en œuvre des schémas régionaux de transports collectifs ». Ce groupe se voit confier les missions suivantes : formuler les directives concernant les SRT ; assister les régions intéressées sur le choix des méthodes d'étude, leur mise en œuvre et la préparation des décisions ; veiller à la coordination des moyens d'exécution ; faire un rapport au CIAT sur l'ensemble des travaux. Fin 1976, l'ensemble des directives du groupe est diffusé sous le titre Références méthodologiques pour l'élaboration des schémas régionaux de transports collectifs.
En Corse, le plan d'aménagement et de développement durable de Corse vaut srit (schéma régional des infrastructures et des transports) au sens de l'article L. 1213-1 du code des transports.